# Saint-Germain-les-Vergnes
Saint-Germain-les-Vergnes (Sent German las Vèrnhas auf Okzitanisch) ist eine französische Gemeinde mit 1149 Einwohnern (Stand 1. Januar 2022) im Département Corrèze in der Region Nouvelle-Aquitaine. Die Gemeinde ist Mitglied des Gemeindeverbandes Tulle Agglo.

## Geografie
Die Gemeinde liegt im Zentralmassiv, ungefähr 14 Kilometer westlich von Tulle, der Präfektur des Départements.

### Nachbargemeinden
Nachbargemeinden sind im Norden Chanteix, im Nordosten Saint-Mexant, im Osten Favars, im Süden Saint-Hilaire-Peyroux, im Südwesten Sainte-Féréole, im Westen Sadroc und im Nordwesten Saint-Pardoux-l’Ortigier.

## Gemeindewappen
Beschreibung: In Gold ein roter Löwe und im linken Obereck zwei laufende rote Löwen übereinander.

## Einwohnerentwicklung

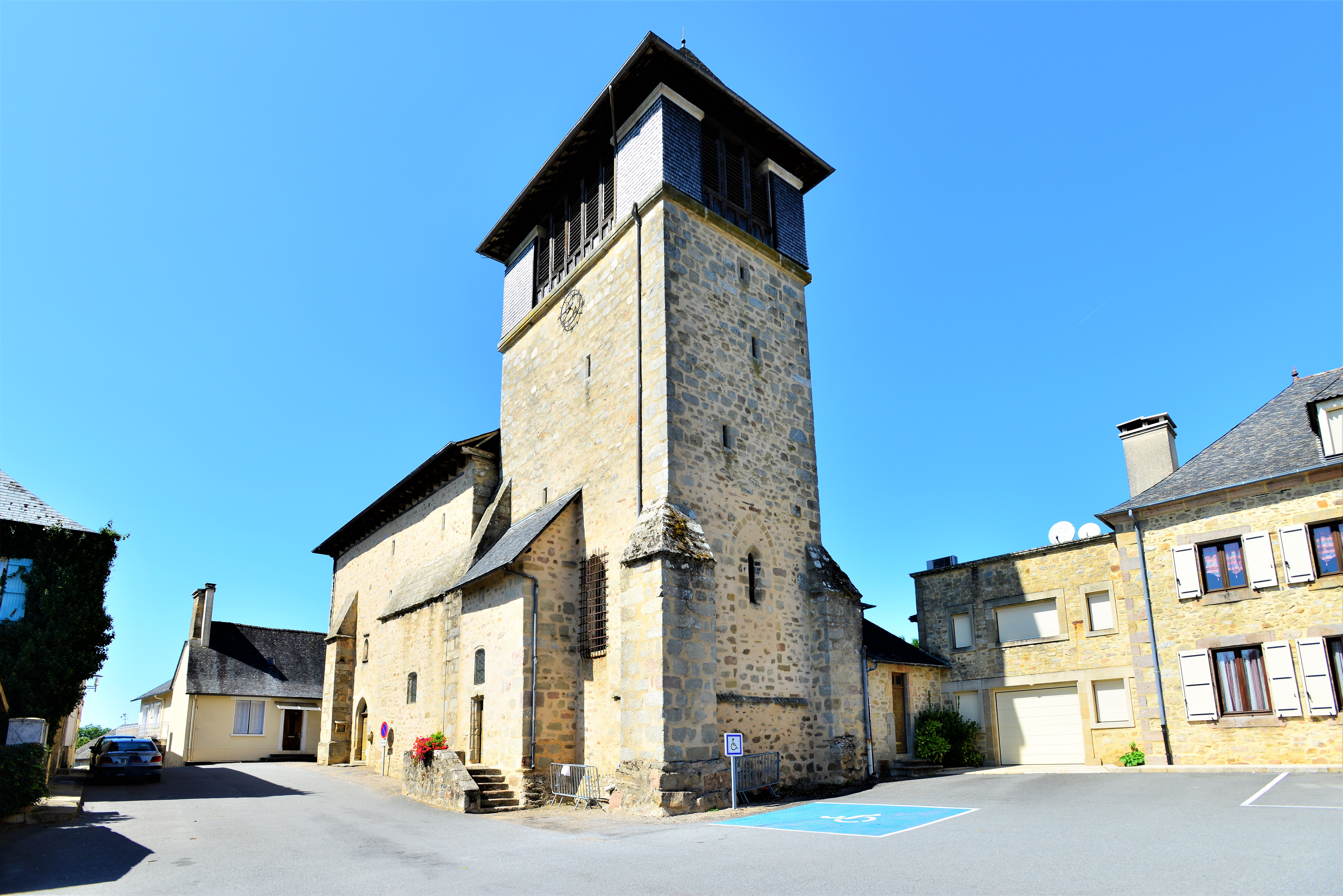
Kirche Saint-Germain

| Jahr      | 1962 | 1968 | 1975 | 1982 | 1990 | 1999 | 2009 | 2016 |
| Einwohner | 764  | 804  | 818  | 854  | 914  | 845  | 980  | 1101 |